# Antun Drobac
Antun Drobac (Dubrovnik, 13. lipnja 1810. — Dubrovnik, 8. ožujka 1882.) ljekarnik, kolekcionar i trgovac.

## Životopis
Antunov otac pomorac Rado doselio se iz konavoskog sela Komaja i u Dubrovniku se 2. srpnja 1809. oženio Katom Radić. Antun je osnovnu školu i gimnaziju završio u rodnom gradu. Nakon studija ljekarništva u Padovi na zamolbu franjevaca od 1832. vodio je Ljekarnu Male braće u Franjevačkom samostanu, i usporedno s njom svoju vlastitu na Placi kraj Sponze, današnja ljekarna kod Zvonika. Surađivao je s liječnikom Šibenčaninom Robertom Visianijem kojega je upoznao sa svim fiziološkim obilježjima narodnog insekticida buhača te ga je Visiani znanstveno opisao i uvrstio u svoje djelo Flora Dalmatica izdano 1847. godine. Pripravio je anestetik za prvu uporabu etera pri operacijskom zahvatu u Dubrovniku 14. travnja 1847. Početkom svibnja 1867. godine iz gradova na jugu Italije u Župu dubrovačku proširila se kolera. Drobac, inače narodnjak, je unatoč čestom nerazumijevanju tadašnje autonomaške vlasti radikalnim preventivnim mjerama spriječio je širenje u rodnom gradu, što u svom dnevniku spominje i Mato Vodopić. Bavio se i dagerotipijom još koncem četvrtog desetljeća devetnaestog stoljeća pa je prema nekima prvi hrvatski fotograf uopće. Bio je i brodovlasnik. Zajedno s Matom Lupijem, zvanim Vukiša, bio je vlasnikom dvaju brodova Bio je jedan od osnivača Dubrovačkog pomorskog društva. Godine 1880. s 0,5 karata sudjelovao je u kupnji prvog dubrovačkog parobroda nazvanog Dubrovnik. Bio je predsjednik Trgovačko-obrtničke komore te je nastojao potaknuti osnivanje tehničke škole. Već je bio skupio predmete za prirodoslovnu zbirku koja bi služila školi, ali je bečka vlada odbila osnivanje škole pa je zbirku 1872. poklonio Gradu i osnovao Domorodni muzej u čijoj je upravi služio kao doživotni predsjednik. Tijekom 40 godina obavljao je razne javne dužnosti. Nakon smrti dubrovačka općina proglasila ga je zaslužnim građaninom i odužila mu se postavljanjem brončane biste koju je 1885. u Trstu izradio Ivan Rendić.

## Vanjske poveznice
- Antun Drobac Hrvatska tehnička enciklopedija, portal hrvatske tehničke baštine. LZMK